# Red Wine Supernova
«Red Wine Supernova» es una canción de la cantautora estadounidense Chappell Roan. Fue lanzada en mayo de 2023 como octavo sencillo de su álbum de estudio debut, The Rise and Fall of a Midwest Princess. La canción comenzó a figurar en las listas de éxitos en abril de 2024, tras el éxito de «Good Luck, Babe!».
Sobre la canción, Roan dijo: «Necesitaba una canción lésbica campy que capturara la magia de sentir algo por otra chica. Llené la canción de divertidas letras subidas de tono que la hicieran sentir como una noche de ligue con la chica del otro lado de la barra». Roan se ha referido a la canción como «la versión lésbica» de «Champagne Supernova» de Oasis.
En una entrevista concedida a la emisora de radio australiana Joy 94.9, Roan declaró que la canción tardó tres años en completarse y la calificó de «el pop tonto definitivo».

## Recepción crítica
Callie Ahlgrim, de Business Insider nombró a «Red Wine Supernova» como la mejor canción de 2023. En sus propias listas de fin de año, Capital FM la situó en el puesto 14, Rolling Stone en el 18, NME en el 47 y Pitchfork en el 54.

## Presentaciones en vivo
El 8 de noviembre de 2023, Vevo publicó un vídeo de Roan interpretando «Red Wine Supernova» en directo tras ser nombrada «Artista DSCVR a Seguir» para 2024. Roan interpretó la canción en The Late Show with Stephen Colbert el 15 de febrero de 2024. El 1 de marzo de 2024, Roan interpretó la canción en directo en MTV Push tras ser nombrada artista del mes.
Roan incluyó la canción en las listas de canciones de sus giras Naked in North America Tour y The Midwest Princess Tour. También la incluyó en su set de apertura de la gira Guts World Tour de Olivia Rodrigo.

## Premios
| Organización           | Año  | Categoría                 | Resultado | Ref.   |
| ---------------------- | ---- | ------------------------- | --------- | ------ |
| MTV Video Music Awards | 2024 | Presentación Push del año | Nominada  | [ 17 ] |

## Posicionamiento en listas
| Lista (2024)                       | Mejor posición |
| ---------------------------------- | -------------- |
| Australia (ARIA)                   | 63             |
| Global 200 (Billboard)             | 72             |
| Canadá (Canadian Hot 100)          | 47             |
| Estados Unidos (Billboard Hot 100) | 41             |
| Irlanda (IRMA)                     | 27             |
| Nueva Zelanda (Hot Singles) (RMNZ) | 32             |
| Reino Unido (UK Singles Chart)     | 31             |

## Certificaciones
| País                                                                   | Certificación | Ventas   |
| ---------------------------------------------------------------------- | ------------- | -------- |
| Canadá (Music Canada)                                                  | Platino       | 80,000‡  |
| Estados Unidos (RIAA)                                                  | Oro           | 500,000‡ |
| Reino Unido (BPI)                                                      | Oro           | 400,000‡ |
| ‡ Cifras de ventas y streaming basadas únicamente en la certificación. |               |          |